# 後鰭盜目魚
後鰭盜目魚（学名：Lestidiops sphyraenopsis）為輻鰭魚綱仙女魚目帆蜥魚亞目魣蜥魚科的一種，分布於北太平洋日本至美國加州海域，為深海魚類，深度100-600公尺，體長可達39公分，棲息在表中層水域，生活習性不明。